# Frank Rich
Frank Hart Rich, Jr. (n. 2 iunie 1949, Washington, D.C., District of Columbia, SUA) este un eseist, cronicar de opinie liberal / progresist și scriitor american notabil pentru că a deținut diverse poziții în cadrul The New York Times din 1980 până în 2011 și ca producător al serialelor și documentarelor de televiziune de la HBO.
Rich este în prezent scriitor principal la revista New York, în care scrie eseuri despre politică și cultură și se angajează în dialoguri periodice cu privire la știrile săptămânii pentru Daily Intelligencer pe nymag.com.  Este cunoscut ca producător al serialului de comedie Veep de la HBO, începând din 2011.

## Primii ani
Rich a copilărit la Washington, D.C. Mama lui, Helen Fisher (născută Aaronson), o profesoară și artistă, provenea dintr-o familie evreiască rusă care s-a stabilit inițial în Brooklyn, New York, dar s-a mutat la Washington, după crahul bursier din 1929. Tatăl său, Frank Hart Rich, un om de afaceri, provenea dintr-o familie de evrei germani stabilită de multă vreme în Washington. El a învățat la școlile publice și a absolvit liceul Woodrow Wilson în anul 1967.
El a urmat Harvard College din Cambridge, Massachusetts. La Harvard, el a devenit director editorial al The Harvard Crimson, ziarul studențesc al universității. Rich a fost membru al Phi Beta Kappa și a primit o bursă de călătorie Henry Russell Shaw. A absolvit în 1971 magna cum laude în literatură și istoria americană.

## Cariera
Înainte de a fi angajat la The New York Times în 1980, Rich a fost critic de film și televiziune la revista Time, critic de film la The New York Post și critic de film și senior editor la New Times Magazine. La începutul anilor 1970, el a fost editor fondator al Richmond (Va.) Mercury.

## Premii
Distincțiile jurnalistice ale lui Rich includ Premiul George Polk pentru comentariu în 2005 și, în 2011, Premiul Goldsmith pentru Excelență în Jurnalism decernat de Universitatea Harvard. În 2016, el a primit Premiul MIrror pentru cel mai bun comentariu din partea Newhouse School din cadrul Universității Syracuse. El a fost inclus în Theater Hall of Fame în 2015. Rich a fost de două ori finalist al Premiului Pulitzer, în 1987 și 2005.
Rich a primit premii Emmy în 2015 și în 2016 pentru Veep, care a fost numit cel mai bun serial de comedie. El a câștigat două premii Peabody pentru Veep în 2017 și pentru Six by Sondheim în 2013, care a fost, de asemenea, onorat cu ASCAP Deems Taylor Television Broadcast Award.

## Critici
În 2011, The New Republic l-a inclus împreună cu Rachel Maddow și Ayn Rand în lista „celor mai supraevaluați gânditori” ai anului, numindu-l „un erudit extrem de convențional al vechiului salon liberal”.

## Viața personală
Rich locuiește în Manhattan împreună cu soția sa, autoarea și jurnalista Alex Witchel, cu care s-a căsătorit în 1991. El are doi fii din prima căsătorie cu Gail Winston: Simon Rich, un romancier și nuvelist care a creat serialul de televiziune Man Seeking Woman și a fost scenarist pentru Saturday Night Live, și Nathaniel Rich, care este un romancier, jurnalist și eseist.

## Memorii
Memoriile lui Frank Rich, Ghost Light (2000), relatează copilăria sa petrecută în anii 1950 și 1960 la Washington, D.C., cu accent pe pasiunea sa pentru teatru și pe impactul pe care acesta l-a avut în viața lui.

## Scrieri
- Rich, Frank; Aronson, Lisa (1987).  The Theatre Art of Boris Aronson. New York: Knopf. ISBN: 0-394-52913-8.
- Rich, Frank (1998). Hot Seat — Theater Criticism for The New York Times, 1980–1993. New York: Random House. ISBN: 0-679-45300-8.
- Rich, Frank (2000).  Ghost Light — A Memoir. New York: Random House. ISBN: 0-375-75824-0.
- Rich, Frank (2006).  The Greatest Story Ever Sold — The Decline and Fall of Truth from 9/11 to Katrina. New York: Penguin Press. ISBN: 1-59420-098-X.